# Leoncjusz z Rostowa
Leoncjusz z Rostowa, cs. Swiaszczennomuczenik Leontij, jepiskop Rostowskij (ur. przed 1051 w Kijowie, zm. nie później niż w 1077 w Rostowie) – pierwszy spośród wszystkich mnichów Monasteru Kijowsko-Pieczerskiego, który otrzymał godność biskupa, męczennik chrześcijański, święty Kościoła katolickiego i prawosławnego.
Z pochodzenia miał być Grekiem. Wykształcenie i znajomość języka greckiego zdobył w Szkole Włodzimierskiej, utworzonej przez wielkiego księcia Jarosława Mądrego. Po powrocie zamieszkał w monasterze u boku św. Antoniego Pieczerskiego.
Śluby zakonne złożył w Konstantynopolu. Jako mnich powołany został na biskupa Rostowa w latach ok. 1051-1077. Wygnany z miasta przez pogan zbudował w okolicy cerkiew św. Archanioła Michała, gdzie  zajmował się głównie pogańskimi dziećmi i młodzieżą. Po powrocie do miasta rozpoczął proces chrystianizacji Ziemi Rostowskiej. Działalność Leoncjusza spotkała się ze sprzeciwem ze strony pogan. Zginął podczas zamieszek na tle religijnym.
Zwłoki Leoncjusza (pozostały one w stanie nienaruszonym przez rozkład) odnaleziono w 1164, podczas prac ziemnych.
W roku 1164 podniesiono jego relikwie (uwieńczenie ówczesnego procesu kanonizacyjnego).
Umieszczono je w odlanym ze złota sarkofagu, który w 1609 Polacy wywieźli z Rostowa. Wówczas ciało św. Leoncjusza złożono pod posadzką rostowskiego soboru Zaśnięcia Matki Bożej. Przy relikwiach św. Leoncjusza miało miejsce wiele cudownych uzdrowień. Jest jednym z najbardziej znanych świętych Ziemi Rostowskiej.
Jego wspomnienie liturgiczne w Kościele katolickim obchodzone jest 23 maja, w prawosławnym 23 maja/5 czerwca  (Sobór świętych rostowsko-jarosławskich).